# Müglitztal
Müglitztal là một đô thị thuộc huyện Sächsische Schweiz-Osterzgebirge, bang Sachsen, Đức. Đô thị Müglitztal có diện tích 21 km².